# Jelcz 410
Jelcz 410 – pierwsza generacja samochodów ciężarowych Jelcz serii "400", następcy rodziny Jelcz 300.
W jej skład  wchodzą modele 415 (4x2), Jelcz 416 (6x2) oraz ciągniki siodłowe Jelcz C417 (4x2). Konstrukcja powstała jako przejściowa z podzespołów od planowanej rodziny Jelcz 420. Produkcji modeli z rodziny 420 (licencyjne silniki i mosty napędowe Steyr) nie zdołano uruchomić w latach 80. ze względu na kryzys gospodarczy i ostatecznie podzespoły importowane za dewizy zastąpiono starszymi komponentami stosowanymi w rodzinie Jelcz 300 (tzn. silnikami SW 680 i importowanymi z Węgier mostami napędowymi Raba). Samochody posiadały już nowe, odchylane kabiny typu 136 i 134, nowe ramy i osie przednie o nacisku 6,5 t bazujące na licencyjnej technologii firmy Steyr.